# یواس‌اس ای‌آرال-۵
یواس‌اس ای‌آرال-۵ (به انگلیسی: USS ARL-5) یک کشتی بود که طول آن ۳۲۸ فوت (۱۰۰ متر) بود. این کشتی در سال ۱۹۴۳ ساخته شد.